# Plav (Černá Hora)
Plav (srbsky Плав, albánsky Plava/Pllavë) je město v severovýchodní části Černé Hory. Je centrem stejnojmenné opštiny s 9 081 obyvateli, v samotném Plavu žije 3 717 obyvatel. Administrativně pod něj spadá celá řada dalších vesnic.
Město se nachází severně od známého Plavského jezera, které obklopují různá pohoří, např. Prokletije. Jezero je hlavním turistickým lákadlem města, byť se v Plavu nachází celá řada dalších historických objektů (středověká věž a několik mešit z dob existence Osmanské říše).
Obyvatelstvo Plavu je především bosňácké národnosti a rovněž zde žije i albánská menšina. Na sever od města se nachází početné vesnice, jejichž obyvatelstvo je naopak srbské a černohorské.

## Historie
Plav byl součástí Osmanské říše až do První balkánské války, kdy jej obsadila černohorská armáda. V okolí města probíhaly v té době těžké boje mezi oběma vojsky. 

## Sport
- FK Jezero Plav – fotbalový klub[1]